# Oreopanax gnaphalocephalus
Oreopanax gnaphalocephalus är en araliaväxtart som beskrevs av Hermann Harms. Oreopanax gnaphalocephalus ingår i släktet Oreopanax och familjen Araliaceae. Inga underarter finns listade.